# Johann Gottlieb Rintsch
Johann Gottlieb Rintsch (* 2. Juni 1788 in Wittenberg; † 12. Januar 1867 in Neustadt an der Orla) war ein Theologe, Superintendent und Oberpfarrer in Neustadt an der Orla.

## Leben
Johann Gottlieb Rintsch wurde am 2. Juni 1788 in Wittenberg geboren, ging dort zur Bürgerschule, besuchte anschließend das Gymnasium und studierte ebendort Theologie. Der französische Krieg unterbrach seine Studienzeit, und so erlangte er erst 1810/11 den Grad des Magisters in Dresden. Von 1811 bis 1814 war er Privatlehrer in Mylau. Im Frühjahr 1814 übernahm er die Stelle des Superintendenten und Oberpfarrers in Neustadt an der Orla. Er heiratete im August 1816 die älteste Tochter des Diakonus Hebenstreit in Neustadt. 1821 starb seine erste Gattin, die Ehe blieb kinderlos. Im August 1822 verheiratete er sich zum zweiten Mal, diesmal mit der Schwester der ersten Ehefrau. Auch diese Ehe blieb kinderlos.
1839 feierte er sein silbernes Amtsjubiläum und erlebte am 13. März 1864 sein goldenes Amtsjubiläum. Aufgrund seiner Verdienste wurde ihm zu diesem Anlass das Ritterkreuz 2. Klasse vom Falkenorden verliehen, er wurde von der Universität Jena zum Doktor der Theologie ernannt und ihm wurde das Diplom als Ehrenbürger der Stadt Neustadt an der Orla überreicht. Am 12. Januar 1867 verstarb er in Neustadt an der Orla.
Neben seinem Wirken in der Kirche engagierte sich Johann Gottlieb Rintsch auch für die benachteiligten Menschen in Neustadt. Unter seiner Hand wurde in Neustadt eine „Kinderbewahr- und Beschäftigungsanstalt“ gegründet, in welcher arme und verwaiste Kinder Obhut fanden. Anlässlich seines 50. Amtsjubiläums im Jahre 1864 benannte man die Einrichtung als „Rintsch-Stiftung“. Um der Kinderbettelei entgegenzuwirken, gründete er 1853 daraus den ersten „Kindergarten“.